# Cestoda-prijs
De Cestoda-prijs (ook: Cestodaprijs en Cestoda Prijs) was een jaarlijkse prijs, bedoeld ter bekroning van een auteur die de Nederlandse taal in al haar geledingen moeiteloos beoefent. Aan de prijs was een geldbedrag van  ƒ 53,64 (24,34 euro̠) verbonden. De prijs is uitgereikt van 1975 tot 1990. Hij is vernoemd naar de lintwormen (Cestoda).

## Practical joke
De prijs werd in 1974 voor het eerst toegekend, aan Nico Scheepmaker. Volgens een bericht dat door ene drs. H. Tebbe was doorgebeld naar het ANP - dat het ongecontroleerd op de telex zette - zou het gaan om een vijfjaarlijkse prijs, ingesteld door het Genootschap Onze Taal. Vervolgens bleek dat de prijs een practical joke was van Eelke de Jong, K. Schippers en Theun de Winter, drie medewerkers van de Haagse Post die eerder een vergelijkbare grap hadden uitgehaald met Hans Sleutelaar. Scheepmaker had al snel het daderschap van De Jong en Schippers achterhaald, maar zag de medewerking van De Winter aanvankelijk over het hoofd. Omdat hij enkele dagen naar Praag moest liet hij een vijftal convocaties drukken om De Jong en Schippers uit te nodigen voor de huldiging van Scheepmaker op 3 november 1974 op het Wenceslausplein te Praag.
Scheepmaker beschreef de gebeurtenissen in zijn Hopper-rubriek in de Volkskrant van 4 november, 11 november, en 25 november 1974. Uiteindelijk stuurden 52 lezers hem geldbedragen, voor in totaal 53,64 gulden. Voor dit bedrag schafte Scheepmaker een boek over Praag aan, waar hij de namen van de gulle gevers in liet vermelden.

## Officiële prijs
Vervolgens besloot hij een officiële Cestoda-prijs in te stellen - zelf spelde hij overigens Cestoda Prijs - die slechts eenmaal kon worden gewonnen. Aan deze prijs, die jaarlijks op 29 oktober zou worden toegekend, was een zilveren beker verbonden, en het bedrag van 53,64 gulden, exact het bedrag dat Scheepmaker eerder zelf had ontvangen. Van dit bedrag zou niet worden afgeweken. Scheepmaker was het enige jurylid. Na zijn overlijden in 1990 is de prijs niet meer uitgereikt.
Opvallend was dat, nadat Annie M.G. Schmidt de prijs gewonnen had, de gemiddelde leeftijd van de prijswinnaars drastisch omhoog ging. In de periode 1974-1980 was de gemiddelde leeftijd circa 42,5 jaar, in de periode 1982-1989 ruim 60 jaar. Gerrit Komrij was met 35 jaar de jongste winnaar, Bertus Aafjes met 75 jaar de oudste.
Voor Herman Pieter de Boer was het de enige literaire prijs die hij won. Van de zeven laatste prijswinnaars hebben, na het ontvangen van de Cestoda-prijs, alleen Remco Campert, Hugo Claus en Judith Herzberg nog een of meerdere literaire prijzen gewonnen.

## Gelauwerden
- 1989 - Bertus Aafjes
- 1988 - Judith Herzberg
- 1987 - Remco Campert
- 1986 - Drs. P
- 1985 - Hugo Claus
- 1984 - Mies Bouhuys
- 1983 - C. Buddingh'
- 1982 - Cees Nooteboom
- 1981 - Annie M.G. Schmidt
- 1980 - K. Schippers
- 1979 - Kees van Kooten
- 1978 - Hugo Brandt Corstius
- 1977 - Harry Mulisch
- 1976 - Herman Pieter de Boer
- 1975 - Gerrit Komrij
- (1974 - Nico Scheepmaker)

1. ↑  Cestoda-prijs voor Scheepmaker bestaat niet, Leeuwarder Courant, 31 oktober 1974
2. ↑  Geen prijs voor Scheepmaker: 't was een grap, Trouw, 31 oktober 1974
3. 1 2  Verschrikkelijke tegenzet, de Volkskrant, 11 november 1974
4. 1 2  Cestodaprijs (slot), de Volkskrant, 25 november 1974